# Roses Are Blue
Roses Are Blue is een Vlaams productiehuis, opgericht in 2017, dat verantwoordelijk is voor een aantal televisieproducties zoals Down the road, Code van Coppens en 1 jaar gratis.
Het bedrijf is in handen van Adinda Ackx, voormalig hoofd productie van TvBastards, tv-maker Mathias Coppens en Caviar Film and TV Europe. Het bedrijf werd oorspronkelijk opgericht als MAC entertainment maar veranderde twee maand later zijn naam in Roses Are Blue, een knipoog naar het Antwerpse Roses are Blue (RAB) Productions (later Caviar) waar Mathias Coppens in het begin van zijn carrière zowel voor als achter de schermen werkzaam was.
Naast televisieseries maakt het bedrijf ook sociale mediacampagnes, tv-campagnes, online programma's en webseries.

## Televisieproducties
- Het Lichaam van Coppens, reeks 5 en 6 (VTM, 2017-2018)
- Dossier X (VTM, 2018)
- Koppels (VTM, 2018)
- Matchmakers (VIER, 2018)
- Animalitis (Eén, 2018-2019)
- Down the road (Eén, 2018-heden)
- Code van Coppens (VTM, 2019-heden)
- Durf te vragen (Eén, 2019-heden)
- 1 jaar gratis, vanaf reeks 8 (Eén, 2020-heden)
- 100 Dagen (Eén, 2020)
- Cupido Ofzo, (VTM, 2020-heden)
- De wonderjaren (Eén, 2021-heden)
- Camping Coppens (VTM, 2021-heden)
- Viervoeters (Play4, 2021)
- Restaurant Misverstand (Eén, 2022-heden)
- Zomerhit (VRT 1, 2023)
- The Big Bang - Universum Coppens (VTM, 2023)
- De Expeditie (Streamz/Play4, 2024-heden)
- De Goudvis (VRT1, 2024)

## Prijzen en nominaties
- 2018 - Down the road, winnaar van de Gouden Roos[3]
- 2019 - Down the road, winnaar van de AIB Impact Award[4]
- 2019 - Down the road, eerste prijs op het World Media Festival in de categorie "Documentaries - Human Relations and Values"[5]
- 2019 - Down the road, winnaar van de Zilveren Award op de "New York Festivals TV&Film Awards" in de categorie "Reality TV Drama"[6][7]
- 2021 - Cupido Ofzo, winnaar award voor "Best Reality format" op de International Format Awards[8]
- 2024 - Down the road, winnaar van de Kastaar televisieprogramma 2023.[9]